# Бондарович Анатолій Мартинович
Анато́лій Марти́нович Бондаро́вич (15 липня 1892, Рогізне — 19 січня 1975, Київ) — український радянський художник; член художнього об'єднання «ІзоГарт» у 1922—1923 роках; Асоціації художників Червоної України з 1928 року, Спілки радянських художників Узбекистану у 1933—1945 роках та Спілки радянських художників України з 1945 року. Онук художника-кріпака О. Полив'яного.

## Життєпис
Народився 3 [15] липня 1892 року в селі Рогізному Сумського повіту Харківської губернії Російської імперії (нині селище Сумського району Сумської області України). 1910 року закінчив комерційне училище у Харкові. Протягом 1911—1914 років навчався в Харківському художньому училищі, був учнем Михайла Беркоса, Михайла Пестрикова, Митрофана Федорова, Костянтина Пинеєва. Одночасно, у 1912—1913 роках, вчився у художній студії Е. Штейнбернга і М. Загогнова у Харкові. Під час першої світової війни та громадянської війни був військовим топографом.
У 1918—1919 роках навчався в художньому цеху «Союз мистецтв», а у 1920 році у студії Головполітосвіти Наркомату освіти УСРР у Харкові. Творчу діяльність розпочав у Першому радянському театрі (малював плакати) та Будинку актора у Харкові. У 1920-х роках працював у майстерні художньої агітації Головполітосвіти Наркомату освіти УСРР (оформлював радянські свята та республіканські з'їзди), ілюстрував книжкові видавництва «Молодий більшовик», «Книгоспілка», «Рух», Державне видавництво України, Державне видавниче об'єднання України та інші, а також журнали «Червоний перець», «Всесвіт», «Жовтеня» (був художнім редактором), «Мир», «Червоні квіти», «Тук-тук» (був художнім редактором), «Нова громада», «Декада», «Весела бригада», «Піонерія», «Знання та праця», «Октябрьские всходы»; малював для Всеукраїнського фотокіноуправління, «Книгоспілки» і Державного видавничого об'єднання України кіноплакати і політичні плакати. У 1927—1929 роках — керівник-консультант художньої частини журналу «УЖ».
У 1931—1932 роках мешкав у Москві, працював художником журналу «30 дней». З 1933 по 1945 рік жив у Ташкенті. Працював завідувачем художнього сектора газети «Узбекистанська правда», художником сатиричного журналу «Муштум», очолював художній відділ газети «Узбекистанська правда», у 1934—1935 роках викладав у Ташкентському художньому училищі, був заступником директора з навчальної роботи.
З 1945 року жив у Києві. Протягом 1948—1947 років викладав у Київському училищі прикладного мистецтва. Жив у Києві в будинку на провулку Івана Мар'яненка, № 14, квартира № 19. Помер У Києві 19 січня 1975 року.

## Творчість
Працював у галухі станкового живопису (писав пейзажі) та книжкової графіки. Серед робіт:
кіноплакати
- «Ім'я їй женщина» (1920-ті);
- «Фатальні листи» (1922);
- «Нібелунги» (1925);
- «Люди й маски» (1926);
- «Микола Джеря» (1926);
- «Ради скарбів» (1926);
- «Шляхи життя» (1926);
- «Робіг Гуд» (1927);

плакати
- «Одноосібники, незаможники, середняки. За прикладом колгоспів здавайте лишки хліба державі, своєчасно виконуйте вимогу контрактації» (1930);
- «Селянко. Пролетарська держава закликає тебе до активної участі в хлібозаготівці» (1930);

живопис
- «Старий Ташкент» (1936);
- «Новий Ташкент» (1936);
- «В Бухарі на Регістані» (1937);
- «Ранок в новому Ташкенті» (1940);
- «Вечір на Дніпрі» (1946);
- «Задніпровські далі» (1947);
- «Рибне місце» (1949);
- «Ірпінський краєвид» (1952);
- «Осінній мотив» (1952);
- «Весняний пейзаж» (1952);
- «Осінь на дачі» (1954);
- «Біля пам'ятника Ватутіну» (1956);
- «Пам'ятник Щорсу» (1961);
- «Осінь на лісовому озері» (1963).

Оформлював книги для київських та харківських видавництв:

обкладинка книги «Подорож до землі невідомої»

- «Селянка України», «Весела історія», «Молодий більшовик» Олександра Копиленка (1925—1930);
- «Про малярика-школярика» Олеся Донченка (1928);
- «Подорож до землі невідомої» В. Різниченка (1932);
- «Фома» Сергія Михалкова (1938);
- «Три зірки» Ю. Арбата (1940);
- «Тарас Бульба» Миколт Гоголя (1940);
- «Вибране» Юрія Смолича (1949);
- «Київські оповідання» Юрія Яновського (1949);
- «День починається» Юрія Смолича (1950);
- «Аргонавти Всесвіту» та «Нащадки скіфів» Володимира Владка (1952).

Брав участь у виставках з 1926 року, всеукраїнських — з 1927 року, зокрема:
- 1926—1927 — виставка кіноплакату в Харкові «Художник сьогодні»;
- 1929 — виставка української художньої графіки в Харкові;
- 1938 — виставка «Живопис, графіка, театр, народні майстри» в Ташкенті;
- 1936, 1940 та 1943 — художні виставки Узбецької РСР;
- 1951 та 1953 — республіканські художні виставки УРСР;
- 1951 — виставка образотворчого мистецтва УРСР до декади українського мистецтва та літератури в Москві;
- 1955 — обласна художня виставка в Києві, присвяченій 300-річчю «возз'єднання» України з Росією.

Роботи художника зберігаються в багатьох зібраннях, зокрема в Національному художньому музеї України, Державному музеї мистецтв Узбекистану.
В архіві відділу образотворчого мистецтва Інституту мистецтвознавства, фольклористики та етнології імені Максима Рильського зберігаються особисті документи художника (посвідчення, довідки), оригінали його творів (плакати), а також проілюстровані ним журнали і книги.